# Maxim Éva
Maxim Éva (Kolozsvár, 1930. december 5. – Kolozsvár, 1980. október 1.) magyar zenei tankönyvszerző.

## Életútja, munkássága
Szülővárosában végzett középiskolát (1950), a Gheorghe Dima Zeneművészeti Főiskolán szerzett tanári diplomát (1955). Karvezető Sepsiszentgyörgyön, Nagyenyeden és Kolozsváron, iskolai kórusaival megyei és országos díjakat nyert. Az óvodások számára Péterfy Emíliával és Selmeczi Marcellával közösen gyűjteményt állított össze (1971); a VI. és VII. osztályosok részére Kovácsné Gábor Arankával szerkesztett ének-zene tankönyvet (1973, 1974, 1983).
A zenei anyanyelv, az általános zenekultúra, zenei és nyelvérzék fejlesztésével, a beszédtechnikával foglalkozó írásait a Tanügyi Újság, A Hét közölte. Munkatársa volt a Kolozsvári Rádió és a Román Televízió magyar nyelvű adásainak. Iskolai kórusának közreműködésével jelent meg az Óvodások lemeztára II. számú lemeze.